# Carlo Galetti

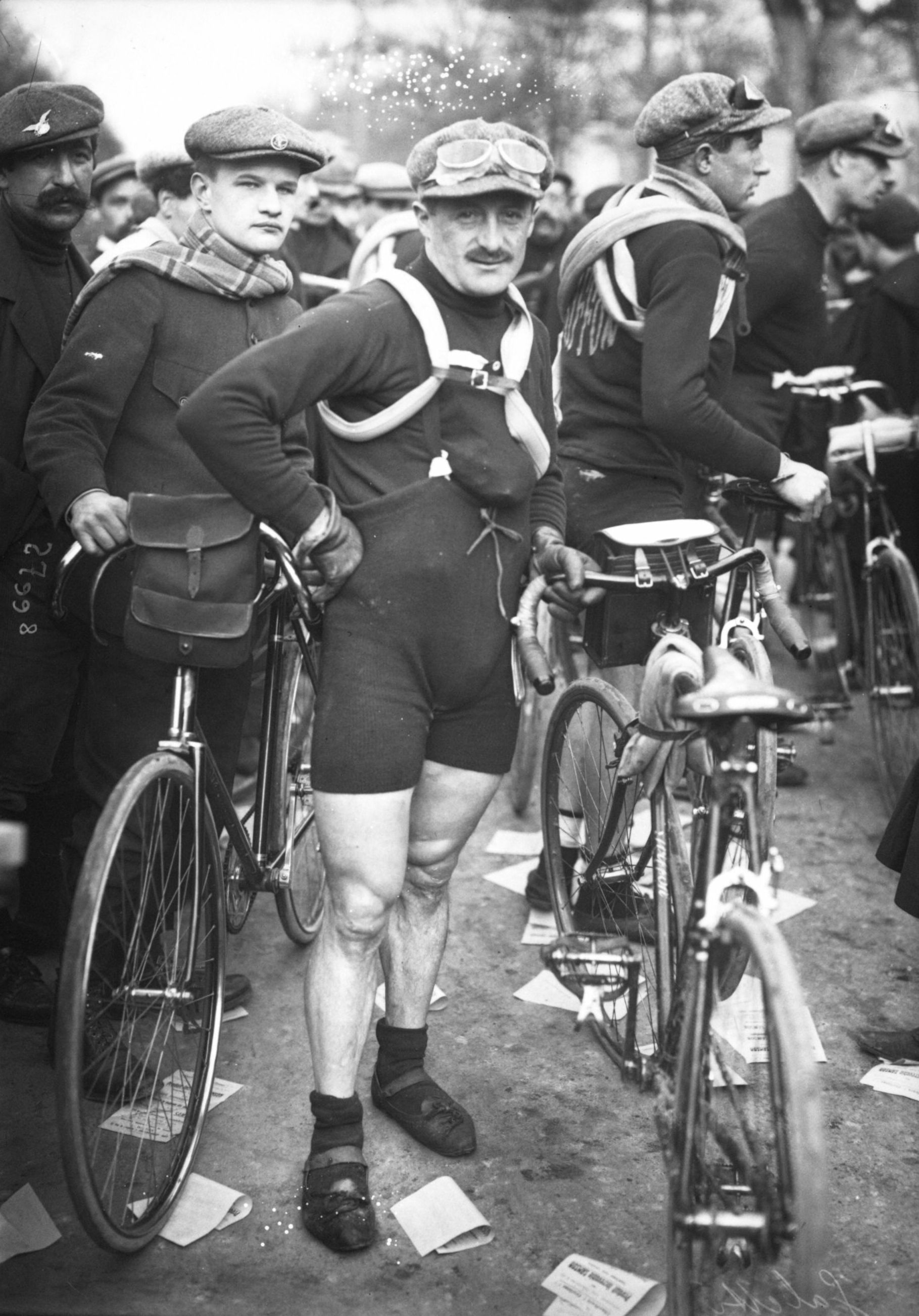
Carlo Galetti, 1913

Carlo Galetti (* 26. August 1882 in Corsico; † 2. April 1949 in Mailand) war ein italienischer Radrennfahrer.
Seine größten Erfolge waren 1910 und 1911 der Gewinn der Gesamtwertung des Giro d’Italia. 1912 gewann er den Giro d’Italia gemeinsam mit Luigi Ganna, Giovanni Micheletto und Eberardo Pavesi, da in diesem Jahr nur eine Teamwertung ausgetragen wurde. 1906 siegte er im Distanzrennen Rom–Neapel–Rom.

## Palmares
1905
- Campionato Brianzola

1906
- Rom–Neapel–Rom
- Corsa Nazionale

1907
- Giro di Sicilia

1908
- Corsa Vittorio-Emanuele III.
- Giro di Sicilia

1910
- Gesamtsieg und zwei Etappen Giro d’Italia
- Tre Coppe Parabiago

1911
- Gesamtsieg und drei Etappen Giro d’Italia
- Tre Coppe Parabiago

1912
- Gesamtsieg und eine Etappe Giro d’Italia
- Gesamtsieg Giro d’Italia (Atala)

1919
- Italienischer Meister der Steher

## Tourteilnahmen
- 1907 – aufgegeben
- 1908 – aufgegeben
- 1909 – aufgegeben

## Mannschaften
- 1906 – Otav
- 1906 – Rudge
- 1907 – Otav
- 1908 – Alcyon-Dunlop
- 1908 – Atala
- 1909 – Legnano
- 1909 – Rudge
- 1910 – Medusa
- 1910 – Atala
- 1911 – Bianchi
- 1912 – Dei
- 1912 – Atala
- 1912 – Senior
- 1913 – Legnano-JB-Louvet
- 1914 – Bianchi
- 1915 – Dei
- 1919 – Legnano
- 1920 – Legnano
- 1921 – Legnano